# Courcy (Manica)
Courcy è un comune francese di 560 abitanti situato nel dipartimento della Manica nella regione della Normandia.

## Società

### Evoluzione demografica
Abitanti censiti